# Paisaje con cascada

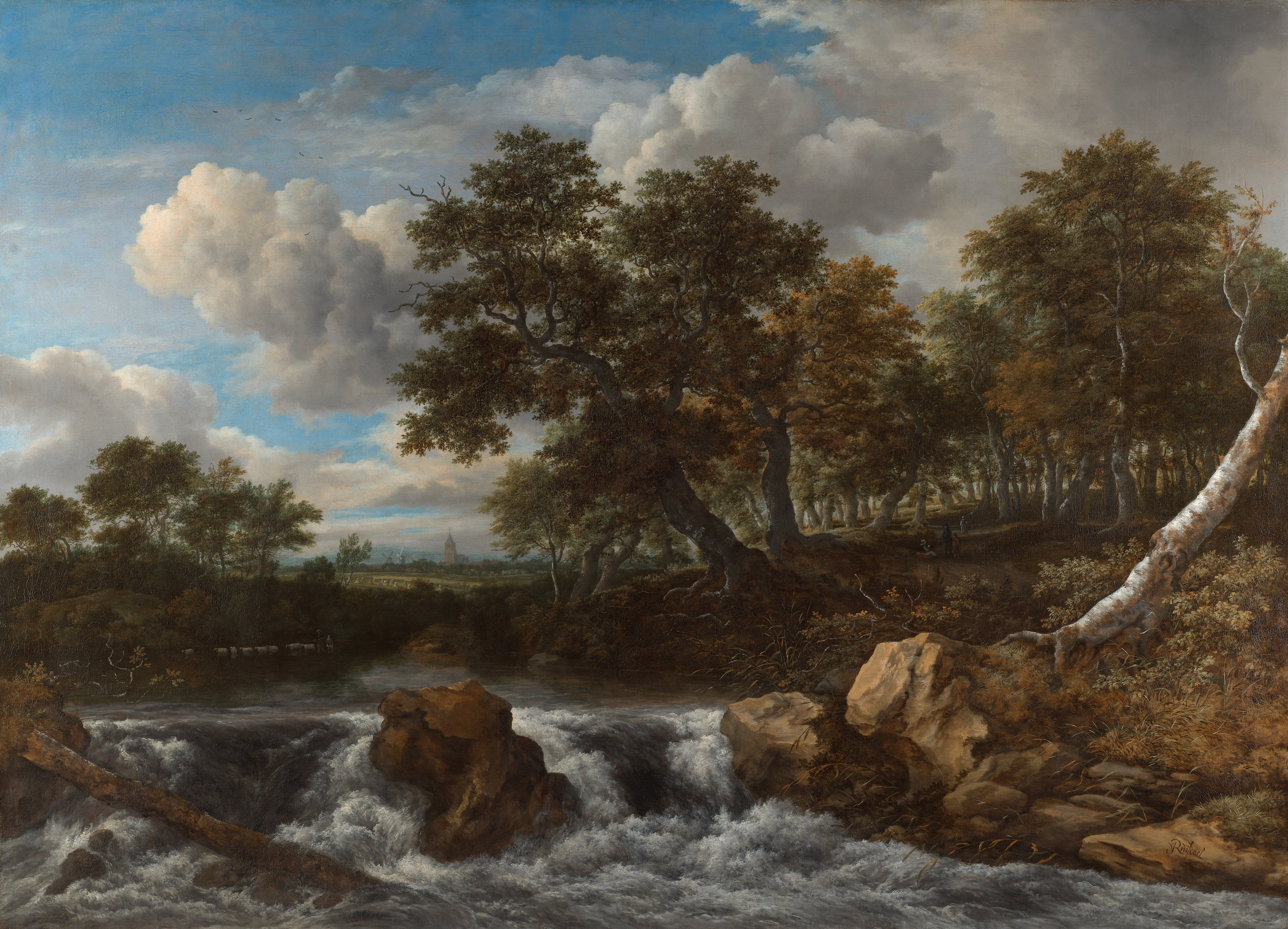
Jacob van Ruisdael - Paisaje con cascada - Google Art Project

Paisaje con cascada (Holandés Landschap met waterval, in de verte een kerk) (hacia 1660) es un óleo sobre lienzo del pintor paisajista holandés Jacob van Ruisdael. Es un buen ejemplo de la pintura del Siglo de oro holandés y ahora se encuentra en la colección del Museo de Ámsterdam, en préstamo al Rijksmuseum.
Esta pintura fue documentada por Hofstede de Groot en 1911, quien escribió; "198. UNA CASCADA CERCA DE UN BOSQUE DE ROBLES. En primer plano a la izquierda hay una cascada de poca altura dividida en medio por una roca; a la izquierda hay un tronco de árbol que yace medio del río. En primer plano a la derecha hay un banco rocoso con un tronco de abedul doblado hacia la derecha. a media distancia por la derecha hay un gran bosque de robles, atravesado por un camino en el que se encuentran un hombre y un niño conversando con una mujer que está sentada amamantando a un niño. A la izquierda del camino está el río, a través del cual dos personas aparentemente hombres conducen un rebaño de ovejas. Más allá hay una pendiente boscosa. En el centro hay una vista de un campo de maíz con gavillas. En la distancia hay un pueblo con dos molinos de viento y una iglesia. La atmósfera es la de una hermosa tarde, con nubes rodantes y la luz del sol cayendo sobre el maizal y los bosquecillos. "Este excelente cuadro, además de ser una de las obras mayores del artista, es singularmente grandioso y rico en su composición, combinado con una claridad y un brillo inusuales en el colorido y con la ejecución más magistral, lo que le da derecho con justicia a la denominación de obra maestra" (Corona inglesa).
Firmado al lado inferior derecho; lienzo, aunque el catálogo de Ámsterdam dice que está pintado en un panel de roble. Comprado por un antepasado de Sir Charles Blount, Bart., en Europa hacia el año 1740 (Sm.). En la colección de Sir Charles Blount, Bart., quien lo vendió a la Corona inglesa en 1836. Vendido a A. van der Hoop en Ámsterdam en 1837. Legado por A. van der Hoop a Ámsterdam con su colección en 1854. En el Rijksmuseum, Ámsterdam, legado de Van der Hoop, catálogo de 1910, n.º 2075." 
Esta escena es muy similar a otras pinturas que Ruisdael hizo de otras cascadas. Como advertencia sobre las fuerzas de la naturaleza, estas a menudo incluían troncos o tocones de árboles rotos como testigo silencioso de una escena más turbulenta que la representada. Estas representaciones deben haberse vendido bien, ya que muchas pinturas de la obra de Ruisdael son escenas de cascadas. Inspirándose en las obras dramáticas de Allaert van Everdingen, Ruisdael también hizo versiones más nórdicas (como Una cascada en un paisaje rocoso), que incluía pinos y montañas.